# Haloragis masafuerana
Haloragis masafuerana är en slingeväxtart som beskrevs av Carl Skottsberg. Haloragis masafuerana ingår i släktet Haloragis och familjen slingeväxter. Utöver nominatformen finns också underarten H. m. asperrima.